# Безопасное освещение
«Безопасное освещение» (англ. Safelight) — американский драматический фильм 2015 года, написанный и срежиссированный Тони Алуписом. В фильме снялись Эван Питерс, Джуно Темпл и Кевин Алехандро. Премьера фильма состоялась 17 апреля 2015 года на кинофестивале в Нэшвилле.
Фильм был выпущен ограниченным тиражом и на сервисах видео по запросу 17 июля 2015 года компанией ARC Entertainment.

## Сюжет
Молодой парень с церебральным параличом увлекается фотографией и мечтает участвовать в фотоконкурсе. Для конкурса он хочет запечатлеть калифорнийские маяки, но у него нет возможности отправиться в путешествие по побережью.

## В ролях
- Эван Питерс — Чарльз[2]
- Джуно Темпл — Вики[2]
- Кевин Алехандро — Скид
- Меган Джетт Мартин — Шерон[3]
- Джейсон Бех — Эрик
- Ариэль Уинтер — Кейт
- Мэттью Зифф — Кайл[3]
- Дон Старк — Джек Кэмпбелл
- Эвер Кэррадайн — Лоис
- Кристин Лахти — Пег[4]
- Джоэль Гретч — мистер Салливан
- Рома Маффиа — Роза
- Гиги Райс — Лилиан
- Уилл Пельтц — Джейсон